# Tiraszpol trolibuszvonal-hálózata
Tiraszpol trolibuszvonal-hálózata egy trolibuszvonal-hálózat, amely Moldovában Tiraszpolban található.

## Története
Az első 1-es számot viselő vonalat 1967-ben adták át, az Októberi Szocialista Forradalom ötvenedik évfordulójára. A kettes vonalat 1968-ban adták át. Innentől kezdve folyamatos volt a hálózat bővítése egészen 1987-ig amikor átadták a 9-es számú vonalat, amely egyben az utolsó városi vonal is. A Benderi helyközi vonalat 1993-ban adták át. A 2000-es években új trolibuszokat szerzett be a társaság a javuló gazdasági helyzetnek köszönhetően. Az évek folyamán az 5-ös és 8-as vonalakat bezárták.

## Vonalak
- 1: Zapadnyi mikroraion — Zheleznodorozhnyi vokzal
- 2: Zapadnyi mikroraion — TТs
- 3: ZAO — Zheleznodorozhnyi vokzal
- 4: ZAO — Тsentr — Promzona — ZAO
- 6: Zapadnyi mikroraion — ATB-4
- 7: ZAO — Promzona — Тsentr — ZAO
- 19: g. Tiraspol- — g. Bendery — po ulitse 25 Oktiabria
- 19A: g. Tiraspol- — g. Bendery — po ulitse Karla Libknekhta

## Járművek
- 19 db - ZiU-9
- 10 db - BKM 321
- 2 db - BKM 420030
- 2 db - VMZ-5298.01
- 2 db - MAZ-103T